# Liste der Flaggen im Kreis Heinsberg
| Kreis           | Hissflagge | Banner | Kommentare |
| --------------- | ---------- | ------ | --- |
| Kreis Heinsberg |            |        | Der Kreis führt folgendes Wappen: „Geteilt und oben gespalten. Oben: vorn in Rot ein zwiegeschwänzter, bekrönter, silberner (weißer) Löwe; hinten in Gold (Gelb) ein schwarzer Löwe. Unten: in Silber (Weiß) ein freischwebendes, liegendes, rotes Lilienkreuz, belegt mit einer fünfblättrigen blauen Flachsblüte.“ (genehmigt am 3. September 1973) [...] Der Kreis führt folgende Flagge: „Dem Kreiswappen entsprechend geteilt und oben gespalten; die Wappenfiguren freischwebend. Geteilt und oben gespalten. Oben: vorn in Rot ein zwiegeschwänzter, bekrönter, silberner (weißer) Löwe; hinten in Gold (Gelb) ein schwarzer Löwe. Unten: in Silber (Weiß) ein freischwebendes, liegendes, rotes Lilienkreuz, belegt mit einer fünfblättrigen blauen Flachsblüte.“ Der Kreis führt folgendes Banner: „Zweifach geteilt mit freischwebenden Wappenfiguren. Oberes Drittel: gespalten; vorn in Rot ein zwiegeschwänzter, bekrönter, silberner (weißer) Löwe; hinten in Gold (Gelb) ein schwarzer Löwe. Mittleres Drittel: in Silber (Weiß) ein freischwebendes, liegendes, rotes Lilienkreuz, belegt mit einer fünfblättrigen, blauen Flachsblüte. Unteres Drittel: Von Rot nach Gold (Gelb) gespalten.“ (Banner und Flagge genehmigt am 3. September 1973) |

## Städte und Gemeinden
| Stadt oder Gemeinde   | Hissflagge                         | Banner                        | Kommentare |
| --------------------- | ---------------------------------- | ----------------------------- | --- |
| Stadt Erkelenz        |                                    | laut Hauptsatzung kein Banner | Genehmigt vom RP Köln am 27. Oktober 1972: Beschreibung der Flagge: „Die Stadtflagge der Stadt Erkelenz trägt zu den Stadtfarben Blau und Weiß die Embleme des Stadtwappens entsprechend der dem Original dieser Hauptsatzung beigefügten Anlage.“ |
| Gemeinde Gangelt      | laut Hauptsatzung keine Hissflagge |                               | Genehmigt vom RP Köln am ???: Beschreibung des Banners: „Das Banner der Gemeinde Gangelt ist geteilt von Schwarz nach Gold (Gelb) und trägt in der Mitte des Tuches das Wappen.“ Die Hauptsatzung gibt nur Auskunft über eine Flagge, aber nicht über die Gestaltung. Es werden Banner mit und ohne Wappen gezeigt.                                                       |
| Stadt Geilenkirchen   | laut Hauptsatzung keine Hissflagge |                               | Genehmigt vom RP Köln am 29. November 1972: Beschreibung des Banners: „Blau-Gold (Gelb) im Verhältnis 1 : 1 längsgestreift mit dem Stadtwappen in der Mitte der oberen Hälfte.“ |
| Kreisstadt Heinsberg  | laut Hauptsatzung keine Hissflagge |                               | Genehmigt vom RP Köln am 2. Oktober 1974: Beschreibung des Banners: „Die Stadtflagge wird als Banner in den Farben Rot-Weiß-Rot im Verhältnis 1 : 4 : 1 längsgestreift mit etwas über die Mitte verschobenen Stadtwappen geführt. Das Verhältnis zur Breite des Fahnentuches ist wie 4 zu 1,5.“                                                                           |
| Stadt Hückelhoven     | laut Hauptsatzung keine Hissflagge |                               | Genehmigt vom RP Köln am 25. Oktober 1972: Beschreibung des Banners: „Weiß-schwarz im Verhältnis 1:1 längsgestreift, darüber das Stadtwappen im weißen Bannerhaupt.“ |
| Gemeinde Selfkant     | laut Hauptsatzung keine Hissflagge |                               | Genehmigt vom RP Köln am 27. Februar 1970: Beschreibung des Banners: „Das Banner der Gemeinde Selfkant ist geteilt von Rot nach Weiß im Verhältnis 2:1:2:1:2 mit dem Wappen ohne Schild im weißen Bannerhaupt.“ |
| Stadt Übach-Palenberg |                                    |                               | Genehmigt durch Erlaß des Oberpräsidenten der Rheinprovinz vom 2. Dezember 1937: Beschreibung von Flagge und Banner: „Die Flagge der Stadt besteht aus zwei gleichbreiten Querstreifen, oben blau und unten rot.“ Sie wird auch als Banner ohne Stadtwappen gezeigt. |
| Gemeinde Waldfeucht   |                                    |                               | Genehmigt vom RP Köln am 14. März 1977: Beschreibung der Flagge: „Rot-Weiß-Rot im Verhältnis 1 : 4 : 1 längsgestreift (gemeint ist quergestreift) mit dem zur Stange hin verschobenen Wappenschild der Gemeinde.“ Beschreibung de Banners: „Rot-Weiß-Rot im Verhältnis 1 : 4 : 1 längsgestreift mit dem über die Mitte nach oben verschobenen Wappenschild der Gemeinde.“ |
| Stadt Wassenberg      |                                    |                               | Genehmigt vom RP Köln am 21. August 1974: Beschreibung von Flagge und Banner: „Die Flagge der Stadt Wassenberg ist geteilt von Blau nach Gold (Gelb) und trägt im oberen blauen Feld das Emblem des Stadtwappens freistehend. Die Flagge wird auch als Banner geführt mit den Symbolen des Wappens auf der blauen Bahn oberhalb der Mitte.“                               |
| Stadt Wegberg         |                                    | laut Hauptsatzung kein Banner | Genehmigt vom RP Köln am ???: Beschreibung der Flagge: „Die Flagge der Stadt Wegberg zeigt die Farben blau und weiß; sie trägt in ihrer Mitte das Stadtwappen oder die Embleme des Stadtwappens.“ |